# 漢朝樂府
漢朝是中國古代文化藝術有極大成就的時代，舞蹈活動頻繁。此時紡織、器具技術增進，帶動許多手袖、武器特色的舞蹈發展。宮廷中的樂府令網羅大量舞蹈人才，製作豪華精緻的舞碼。專業的人才培訓使舞蹈技巧的提升、傳承和累積助益良多，許多著名的舞蹈舞伶流傳後世。

## 舞蹈種類
- 長袖舞
- 巾舞
- 七盤舞
- 劍舞
- 棍舞
- 刀舞
- 干舞
- 鐸舞
- 鞞舞
- 相和大曲
- 百戲

## 舞蹈名家
- 李延年
- 邯鄲姬
- 戚夫人
- 趙飛燕
- 孫鎖